# MiHoYo
miHoYo ist ein chinesisches Spieleentwickler- und Animationsstudio mit Sitz in Shanghai.

## Unternehmensgeschichte
miHoYo wurde am 13. Februar 2012 von Cai Haoyu, Liu Wei und Luo Yuhao gegründet, die zum Zeitpunkt der Gründung noch Studenten an der Jiaotong-Universität Shanghai waren. Ihr gemeinsames Ziel war die Entwicklung von Videospielen, die auf ihrer Liebe zu Anime basieren. Obwohl das Unternehmen offiziell erst seit Anfang 2012 besteht, waren die Entwickler unter gleichen Namen als Indie-Spieleentwickler tätig. Das erste Spiel aus dem Hause miHoYo heißt FlyMe2theMoon und wurde 2011 veröffentlicht.
Im Jahr 2014 veröffentlichte miHoYo ihr erstes bekannteres Spiel unter dem Namen Guns GirlZ. Seitdem war das Unternehmen durch die Entwicklung und Veröffentlichung Anime-orientierter Smartphonespiele vor allem im asiatischen Raum erfolgreich, während man auf globaler Ebene bis zur Herausgabe des Spiels Honkai Impact 3rd für Android und iOS im Jahr 2016 unbekannt blieb. Das Unternehmen wurde 2014 von den chinesischen Behörden mit einer Geldstrafe von 20.000 Yuan belegt. Des Weiteren wurden 16.400 Yuan als illegale Einkünfte beschlagnahmt, da das Unternehmen nicht die erforderliche Unternehmenslizenz für Netzwerkkultur besaß und Spieler dennoch dazu verleitete, in virtuelle Währungen für Onlinespiele zu investieren. Anfang 2016 wurde miHoYo erneut mit einer Geldstrafe von 20.000 Yuan versehen. Im Jahr 2017 betrug der Jahresüberschuss des Unternehmens etwa 440 Millionen Yuan.
Am 28. September 2020 brachte miHoYo das Cross-Plattform-RPG Genshin Impact auf den Markt, welches sich zu einem weltweiten kommerziellen Erfolg entwickelte. Seit Veröffentlichung spielte das Spiel bis Dezember 2020 alleine auf der mobilen Version täglich sechs Millionen USD ein, sodass die Einnahmen bei über 390 Millionen USD lagen und somit erfolgreicher war als Spiele wie PlayerUnknown’s Battlegrounds (PUBG) oder Pokémon Go.
miHoYo beschäftigt (Stand 2020) 1500 Mitarbeiter. Cai Haoyu ist Präsident des Unternehmens und hält 41,7 Prozent der Anleihen von miHoYo. Liu Wei und Luo Yuhao, die beiden Mitgründer, halten gemeinsam 44,8 Prozent der Anleihen.
Das Unternehmen gab am 13. Februar 2022 bekannt, die globale Vermarktung seiner Spiele über die Marke HoYoverse abzuwickeln, mit Sitz in Singapur.

## Entwickelte Titel
- 2011: FlyMe2the Moon (als Indie-Entwickler)
- 2012: Zombiegal Kawaii
- 2014: Guns GirlZ
- 2016: Honkai Impact 3rd
- 2020: Tears of Themis
- 2020: Genshin Impact
- 2023: Honkai: Star Rail
- 2024: Zenless Zone Zero